# Transformers (dal)
A Transformers című animációs sorozat 1984-ben született amerikai főcímdala (angolul: Transformers Theme) egyike a rajzfilmekhez készült legjellegzetesebb és legsikeresebb főcímdaloknak, mely megalkotása óta elválaszthatatlan részévé vált a Transformers franchise-nak és a popkultúrának. A dal szerzője Anna Bryant.
A főcímdal változatlan szöveggel, de évadonként megújuló dallammal végigkísérte az G1-es Transformers sorozat négy évadát 1984-től 1987-ig. A nagy sikerű dalt a sorozat hagyományaival amúgy is szakító „Beast-korszak” sorozataiból száműzték. 2002-ben a gyökerekhez visszatérő, de új, az eredeti történetfolyamhoz nem kötődő Unikron trilógiában ismét visszatért a dal modernizált formában. A trilógia három sorozatának stáblistáján viszont Bryant neve már nem szerepelt, mint a dal eredeti szerzője. Ez joggal váltotta ki Anna Bryant nemtetszését, aki már korábban, 2000-ben pert indított a Sunbow Productions és jogutóda ellen, amiért számos szerzeménye, többek között a Transformers főcímdala után sem kapta meg a megfelelő juttatást az eladott VHS-, DVD- és CD-forgalom arányában.
A sorozatok Japánban bemutatott változataiban a főcímdalt minden esetben saját, japán nyelvű és a korabeli animékra jellemző hangzású dalokra cserélték.

## Nevesebb feldolgozások
- A 2005 és 2006 között futó Transformers: Cybertron című sorozathoz az eredeti dalt Paul Oakenfold dolgozta át.
- A 2007-es, első élőszereplős Transformers filmhez Mute Math készítette el az átdolgozott verziót.